# Ханна (ураган, 2020)
Ураган «Ханна» (англ. Hurricane Hanna) — восьмой названый шторм и первый ураган сезона атлантических ураганов 2020 года, Ханна развилась из тропической волны, зародилась вблизи Гаити. Волна постепенно становилась более организованной и переросла в тропическую депрессию среди Мексиканского залива. Депрессия усилилась в тропический шторм 24 июля, установив новый рекорд ранней восьмой тропической бури, получив свое название за 10 дней до того, как предыдущим рекордсменом был «Тропический шторм Харви» в 2005 году.
Ханна была первым ураганом, который осуществил выход в Техасе после Урагана Харви в 2017 году. Это был также первый ураган в июле месяце, совершивший выход в Техасе после Урагана Долли в 2008 году. Во Флориде Ханна убила одного человека его ударило током. Ущерб от урагана составляет 1,1 млрд долларов.

## Последствия
В Техасе, где шторм совершил выход почти 170 000 жителей потеряли свет из-за ветра Урагана Ханна. Часть пристани Боб Холл у Корпуса Кристи обвалилась во время шторма. Штормовой нагон из залива Корпус-Кристи затопил первый этаж Художественного музея Южного Техаса. Нагон также затопил открытые экспонаты в Техасском государственном аквариуме. Причиной затопления берегов на Северном пляже в Корпус-Кристи, а также на острове Северный Падре и Порт-Арансасу. Главы Корпуса Кристи были затоплены штормовым всплеском, чиновники перекрывали улицы. Рядом с улицей JFK грузовик была погружена водой, когда большие волны врезались в малые острова под канатной полосой.
Сильный ветер повредил крыши и окна в Порт-Мэнсфилде, когда Ханна сделала выход вблизи.
До выхода на сушу Ханна породила торнадо севернее Корпус-Кристи вблизи Синтон. После того, как шторм совершил выход на берег, было издано несколько предупреждений о смерчи в том же районе, хотя о смерчи не сообщалось. Было также издано несколько предупреждений о наводнениях.

## Примечание
1. ↑  Billion-Dollar Weather and Climate Disasters: Events |  National Centers for Environmental Information (NCEI) (англ.). www.ncdc.noaa.gov. Дата обращения: 8 января 2021. Архивировано 9 января 2021 года.
2. ↑  Power outages affecting residents across the city of Corpus Christi and surrounding areas (англ.). KRIS (25 июля 2020). Дата обращения: 25 июля 2020. Архивировано 25 июля 2020 года.
3. ↑  HURRICANE BLOG: Watch our live reports from across Coastal (англ.). Дата обращения: 25 июля 2020. Архивировано 26 июля 2020 года.
4. ↑  Hurricane Hanna begins to flood the first floor of the Art Museum of South Texas (англ.). Дата обращения: 25 июля 2020. Архивировано 26 июля 2020 года.
5. ↑  PHOTOS: A closer look at Hurricane Hanna moving through Port Mansfield, Texas (англ.). Дата обращения: 25 июля 2020. Архивировано 26 июля 2020 года.